# Váha
Die Váha (deutsch Meeraugjoch oder Hunfalvyjoch, ungarisch Hunfalvy-hágó, polnisch Waga) ist ein 2337 m n.m. hoher Sattel (Pass) auf der slowakischen Seite der Hohen Tatra. Er überquert den Hauptkamm der Hohen Tatra zwischen den Bergen Rysy im Norden und Ťažký štít im Süden und bildet einen Übergang vom Tal Žabia dolina mengusovská im Talsystem der Mengusovská dolina im Westen ins Tal Ťažká dolina im Talsystem der Bielovodská dolina im Osten.
Der breite, rückenartige Sattel ist im Slowakischen und Polnischen nach der Vorstellung, wie Rysy und Ťažký štít eine „Waage“ bilden, benannt worden. Auch im Deutschen und Ungarischen gab es bis ins 19. Jahrhundert die Bezeichnungen Vaha-Joch und Vaha-horhos. Im Jahrbuch 1878 des Ungarischen Karpathenvereins beschrieb Albert Berzeviczy den Sattel schlicht als „hoher Rücken“ und war sich der bereits bestehenden Namen nicht bewusst. Aus einem Vorschlag der Redaktion etablierte sich danach der Name Hunfalvy-Pass oder Hunfalvyjoch (deutsch) sowie Hunfalvy-hágó, Hunfalvi-horhos, Hunfalvy-járom oder Hunfalvy-nyereg (ungarisch), nach dem ungarischen Geographen János Hunfalvy, der 1856 auf dem Weg zum Berg Rysy den Sattel passierte.
Zur Westseite des Sattels führt ein rot markierter Wanderweg von der Gabelung Nad Žabím potokom (Anschluss an den blau markierten Wanderweg vom Sattel Vyšné Kôprovské sedlo oder Bergsee Popradské pleso) zum Berg Rysy an der polnisch-slowakische Grenze. Vom Tal Ťažká dolina führt kein markierter Wanderweg, somit ist Auf-/Abstieg auf der Ostseite nur für Mitglieder alpiner Vereine oder mit einem Bergführer möglich.